# Marmorofusus michaelrogersi
Marmorofusus michaelrogersi is een slakkensoort uit de familie van de Fasciolariidae. De wetenschappelijke naam van de soort werd in 2001 voor het eerst geldig gepubliceerd door D.R. Goodwin.